# História de B
História de B é um livro do escritor norte-americano Daniel Quinn, publicado em 1996.
 ISBN 0-553-10053-X (edição capa dura) & ISBN 0-553-37901-1 
O livro é apresentado em formato de diário, com os textos divididos por datas, e possui um grande apêndice chamado "Os ensinamentos públicos", que são as palestras transcritas pelo personagem narrador e autor do diário fictício. O personagem narrador é um padre laurenciano chamado Jared, que está numa missão secreta da igreja dada pelo seu superior: Ir até a Europa e assistir as palestras de um misterioso orador que é conhecido apenas pelo nome de B, e descobrir se B é o anticristo. Os motivos para crer que B é o anticristo é que ele não está querendo ganhar dinheiro, e as pessoas estão ouvindo o que ele diz.
Ao longo do livro, principalmente no conteúdo das palestras de B, Daniel Quinn explica sua teoria sobre origem e crítica da civilização, apresentada de maneira similar em seus outros livros. 

## Sinopse
B fala sobre civilização, cultura, dominação, expansão e agricultura totalitária. Fala também sobre animismo, uma visão de mundo em que segundo ele é nossa visão espiritual original, em que o mundo não nos pertence, mas sim nós é que pertencemos ao mundo, assim como todos os outros seres vivos. Jared estabelece contato com B e com outros de seus amigos, e começa a aprender o que eles tem a dizer.
Isto aos poucos vai mudando as idéias de Jared sobre Deus e religião, e ele acaba perdendo a fé e passando para o lado de B. Mas um atentado acaba tirando a vida de B e deixando Jared com amnésia, ele vaga um busca de respostas até descobrir que foi sua própria igreja que atentou contra vida de B e dele mesmo.

## Outros livros de Quinn
- Ismael (livro)
- Meu Ismael
- Além da civilização